# Feria (Badajoz)
Feria je španělské město situované v provincii Badajoz (autonomní společenství Extremadura).

## Poloha
Obec je vzdálena 20 km od Zafry a 60 km od města Badajoz. Patří do okresu Zafra - Río Bodión a soudního okresu Zafra.

## Historie
V roce 1834 se obec stává součástí soudního okresu Zafra. V roce 1842 čítala obec 550 usedlostí a 2 069 obyvatel.

## Odkazy

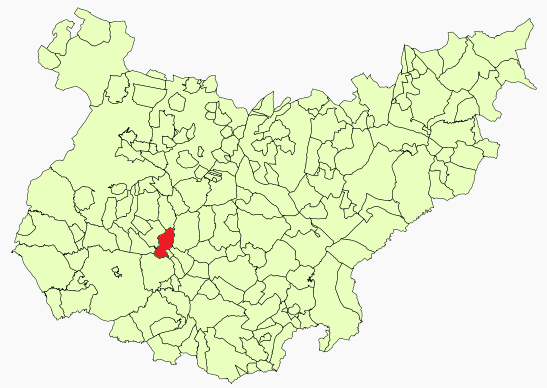
Poloha obce v provincii Badajoz

## Demografie
| Populace obce Feria z let (1842–2010) | Populace obce Feria z let (1842–2010) | Populace obce Feria z let (1842–2010) | Populace obce Feria z let (1842–2010) | Populace obce Feria z let (1842–2010) | Populace obce Feria z let (1842–2010) | Populace obce Feria z let (1842–2010) | Populace obce Feria z let (1842–2010) | Populace obce Feria z let (1842–2010) | Populace obce Feria z let (1842–2010) | Populace obce Feria z let (1842–2010) | Populace obce Feria z let (1842–2010) | Populace obce Feria z let (1842–2010) | Populace obce Feria z let (1842–2010) | Populace obce Feria z let (1842–2010) | Populace obce Feria z let (1842–2010) | Populace obce Feria z let (1842–2010) | Populace obce Feria z let (1842–2010) |
| ------------------------------------- | ------------------------------------- | ------------------------------------- | ------------------------------------- | ------------------------------------- | ------------------------------------- | ------------------------------------- | ------------------------------------- | ------------------------------------- | ------------------------------------- | ------------------------------------- | ------------------------------------- | ------------------------------------- | ------------------------------------- | ------------------------------------- | ------------------------------------- | ------------------------------------- | ------------------------------------- |
| 1842                                  | 1857                                  | 1860                                  | 1877                                  | 1887                                  | 1897                                  | 1900                                  | 1910                                  | 1920                                  | 1930                                  | 1940                                  | 1950                                  | 1960                                  | 1970                                  | 1981                                  | 1991                                  | 2001                                  | 2010                                  |
| 2 069                                 | 2 712                                 | 2 686                                 | 2 900                                 | 3 027                                 | 3 172                                 | 3 307                                 | 3 606                                 | 3 841                                 | 4 086                                 | 4 204                                 | 4 347                                 | 4 203                                 | 2 950                                 | 1 808                                 | 1 494                                 | 1 398                                 | 1 320                                 |